# Martin Huston
Martin Huston, también conocido como Marty Huston (8 de febrero de 1941–1 de agosto de 2001), fue un actor teatral y televisivo estadounidense.

## Inicios
Su nombre completo era Martin W. Huston, y nació en Lexington (Kentucky). Su madre, Marcella Martin Huston (4 de octubre de 1918–25 de julio de 2002), en 1975 intervino en la serie de la NBC Somerset, un spin-off de Another World. 
El joven Huston debutó como actor junto a su hermana, Gaye Huston, y con June Lockhart, en el episodio de 1951 "The Doctor's Wife", perteneciente al programa de la CBS Lux Video Theatre. Al año siguiente fue artista invitado en "21-Plus" dentro de la producción de la NBC Hallmark Hall of Fame, y en 1953 actuó como Lester en un episodio de la sitcom de Wally Cox para la NBC Mr. Peepers. Además, ese mismo año trabajó en once episodios de la serie My Son Jeep haciendo el papel de Jeffrey "Jeep" Allison, y en la cual trabajó junto a Jeffrey Lynn. 
El papel que interpretó durante más tiempo Huston fue el del adolescente Skipper Bradley, en la serie televisiva de redifusión Jungle Jim, personaje que tomó en 1955 y que encarnó a lo largo de 26 episodios, hasta el 19 de marzo de 1956. Skipper Bradley era el hijo del personaje que interpretaba Johnny Weissmüller, Jim "Jungle Jim" Bradley, un guía, cazador y explorador en África, Asia, y Sudamérica. En esta serie también trabajaban Dean Fredericks, Paul Cavanagh,
y un chimpancé llamado Tamba.
En 1958 trabajó junto a Zina Bethune en "This Property Is Condemned", basada en la obra teatral de Tennessee Williams, última entrega de la serie de la NBC Kraft Television Theatre. En 1959, con 18 años de edad, fue Johnny Blake en el show Too Young to Go Steady, protagonizado por Joan Bennett y Brigid Bazlen.
Huston fue Link en 1960 en el show, de breve trayectoria, Diagnosis: Unknown, una serie médica de misterio protagonizada por Patrick O'Neal y emitida por la CBS como reemplazo veraniego de The Garry Moore Show. El año siguiente interpretó a Ronnie, acompañando a Murray Hamilton y a Doris Roberts en el episodio "Side Show" de la serie de la CBS de ciencia ficción Way Out, la cual presentaba el escritor Roald Dahl.

## Últimos años
Sus últimos papeles televisivos tuvieron lugar en el episodio "Faces" de la serie de Frank Converse Coronet Blue (1967), y en el capítulo "The Experiment" del show de la CBS de género western Lancer, con Andrew Duggan, Wayne Maunder, y James Stacy. 
Además de su trabajo televisivo, Huston intervino en la película de 1971 Calliope.
Como actor teatral, Huston debutó en el circuito de Broadway en 1959 con Only in America. Entre las obras en las que intervino figuran Take Her, She's Mine, Come Blow Your Horn (primera producción de Neil Simon), y A Race of Hairy Men. 
A los treinta y dos años de edad, Huston interpretó al personaje del título, Norman Chambers, en la primera obra que trataba sobre la homosexualidad en el género de la comedia. Se trataba de Norman, Is That You?, y en la misma trabajaban Lou Jacobi y Maureen Stapleton. La pieza, en dos actos y escrita por Ron Clark y Sam Bobrick, se representó por primera vez en el Teatro Lyceum de la ciudad de Nueva York.
Martin Huston falleció en 2001, a los sesenta años de edad, en Manhattan, Nueva York, donde residía, a causa de un cáncer.